# Peter Erskine

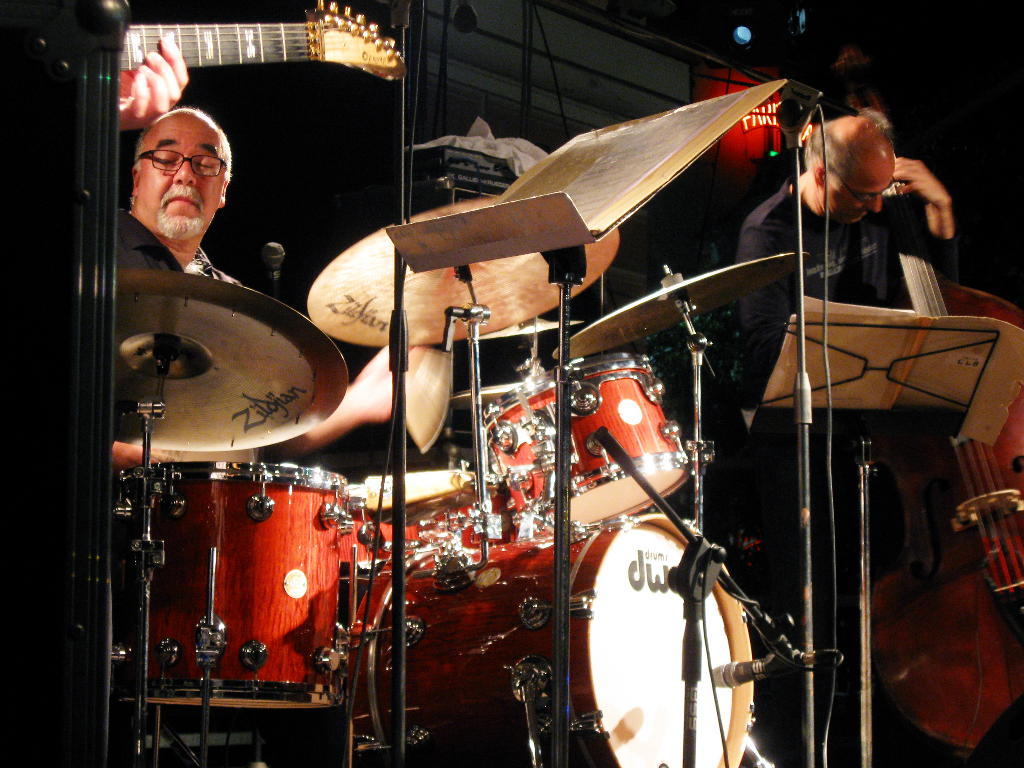
Peter Erskine (2008)

Peter Clark Erskine (* 5. Juni 1954 in Somers Point, New Jersey) ist ein US-amerikanischer Jazz-Schlagzeuger. Er gilt als einer der vielseitigsten und meistbeschäftigten Jazzdrummer der letzten Jahrzehnte. Bekannt wurde er als Mitglied von Weather Report, wo er von 1978 bis 1982 spielte.

## Leben

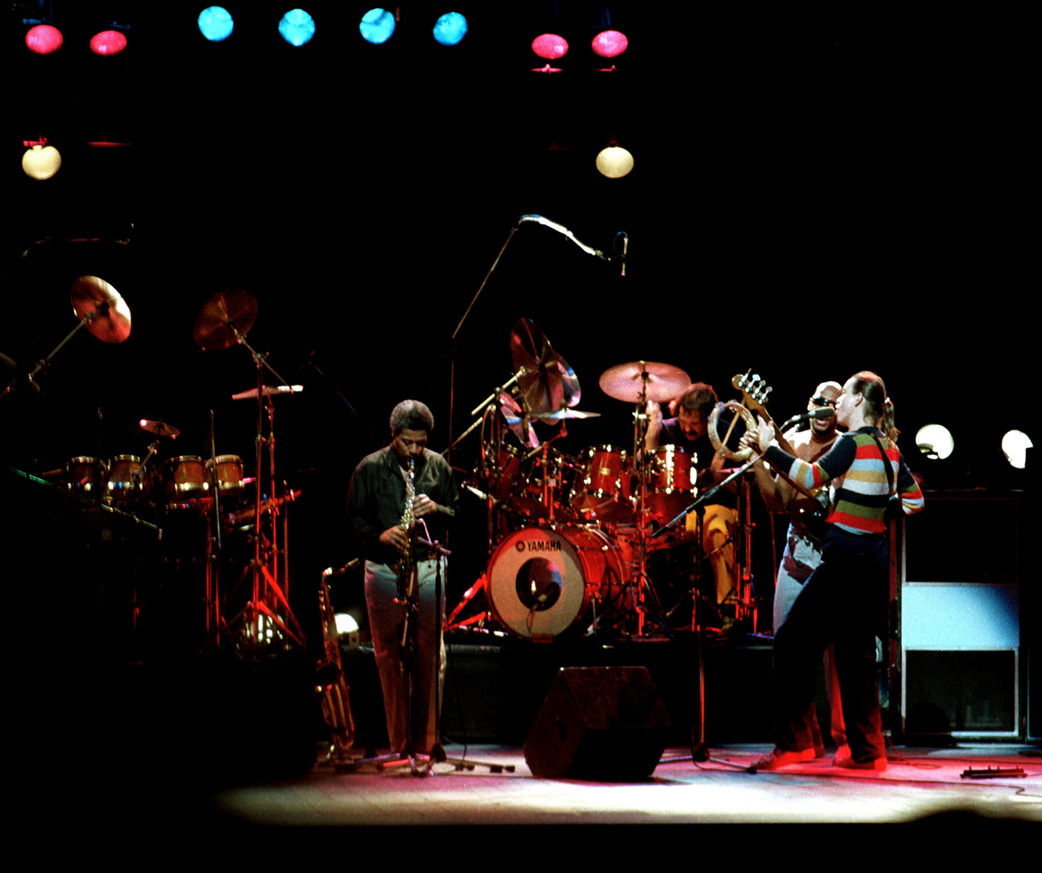
Erskine mit Weather Report (1981)

Erskine begann mit dem Schlagzeugspielen im Alter von vier Jahren. Nach dem Besuch der Interlochen Arts Academy in Michigan studierte er Perkussion an der Indiana University. Seit 1972 ist er als professioneller Musiker tätig. Nach drei Jahren im Orchester von Stan Kenton spielte er für zwei Jahre bei Maynard Ferguson.
Einer größeren Öffentlichkeit ist er vor allem durch seine Mitarbeit in der Fusion-Gruppe Weather Report ab 1978 bekannt geworden, die er 1982 verließ, um bei der Fusionband Steps Ahead zu spielen.
Zusammen mit Bassisten wie Jaco Pastorius, John Patitucci, Michael Formanek, Marc Johnson, Eddie Gomez, Dave Holland, Michel Benita, Palle Danielsson, Dave Carpenter und Buell Neidlinger bildete er eine vorbildliche Rhythmusgruppe.
Erskine hat als Schlagzeuger bislang an über 700 LP- oder CD-Produktionen mitgewirkt. Er hat neben dem Jazz auch mit Musikern aus Pop und Rock zusammengearbeitet. Sein Spiel zeichnet sich durch makellose Hand- und Fußwerklichkeit, Musikalität und Interaktivität aus.
Seit den 1980er Jahren nahm Erskine auch als Leiter eines eigenen Trios eine Reihe von Alben für das Münchner Label ECM auf, an denen der Pianist John Taylor und der Bassist Palle Danielsson mitwirkten.
Auch als Verfasser von Lehrbüchern und Lehrvideos hat Erskine sich verdient gemacht. Die DVD The Erskine Method for Drumset dokumentiert sein pädagogisches und musikalisches Talent. Er betreibt auch, zusammen mit seiner Ehefrau Mutsuko, eine eigene CD-Produktion, Fuzzy Music.
Bis 2005 verwendete er Schlagzeuge von Yamaha, danach Drum-Workshop-Equipment, seit 2014 Tama Drums.
Von den Lesern der Zeitschrift Modern Drummer, also von Schlagzeugern, ist er achtmal zum besten Jazzschlagzeuger gewählt worden.
Er ist mit der Japanerin Mutsuko Erskine verheiratet und Vater der Schauspielerin Maya Erskine.

## Werke

### Schriften
- Mon Livre / My Book (1996)
- Time Awareness
- The Erskine Method for Drumset
- Peter Erskine the Drum Perspective
- Drum Concepts and Techniques
- No Beethoven: Autobiografie und Chronik von Weather Report. Alfred Music Publishing 2014, ISBN 978-3-943638-91-2.

### Diskographische Hinweise
Aufnahmen unter eigenem Namen
- 1982 Peter Erskine (Contemporary Records/OJC)
- 1987 Transition (Denon)
- 1988 Motion Poet (Denon)
- 1991 Sweet Soul (BGM / RCA Victor) mit Joe Lovano, Marc Johnson, John Scofield, Kenny Werner, Bob Mintzer, Randy Brecker
- 1992 You Never Know (ECM) mit John Taylor, Palle Danielsson
- 1993 Time Being (ECM) dto.
- 1995 As It Is (ECM)
- 1998 All About Love (Fuzzy Music)
- 1998 Lava Jazz (Fuzzy Music)
- 1998 Behind Closed Doors, Vol. 1 (Fuzzy Music)
- 1999 Juni (ECM) mit Taylor & Danielsson
- 2001 Side Man Blue (Fuzzy) mit Andy Haderer, Rolf Römer
- 2005 The Lounge Art Ensemble: Music for Moderns (Fuzzy Music)
- 2016  How long is now (ACT) mit Iiro Rantala und Lars Danielsson

Aufnahmen als Sideman
- 1972 Stan Kenton: National Anthems of the World
- 1977 Maynard Ferguson: Conquistador
- 1979 Joe Farrell: Sonic Text
- 1980 Weather Report: Night Passage
- 1981 Jaco Pastorius: Word of Mouth
- 1985 John Abercrombie: Current Events
- 1987 John Abercrombie: Getting There
- 1988 John Abercrombie/Marc Johnson/Peter Erskine: John Abercrombie / Marc Johnson / Peter Erskine
- 1989 Christof Lauer: Christof Lauer
- 1990 Kenny Wheeler: The Widow in the Window
- 1991 Jan Garbarek: Star
- 1992 Mendoza/Mardin Project: Jazzpaña
- 1992 Ralph Towner: Open Letter
- 1994 Mike Mainieri: American Diary
- 1995 Martial Solal: Triangle
- 1995 Christoph Stiefel: Ancient Longings
- 1996 Nguyên Lê: Miracles
- 1999 Marty Ehrlich/Michael Formanek/Peter Erskine: Relativity
- 2000 John Abercrombie: The Hudson Project
- 2001 Kurt Elling: Flirting with Twilight
- 2003 Gordon Goodwin’s Big Phat Band XXL
- 2004 Peter Erskine/Nguyên Lê/Michel Benita: E_L_B
- 2005 Kate Bush: Aerial
- 2007 Alan Pasqua/Dave Carpenter/Peter Erskine: Standards
- 2008 Peter Erskine/Nguyên Lê/Michel Benita: E_L_B - DREAM FLIGHT
- 2014 Paolo Di Sabatino, Janek Gwizdala, Peter Erskine: Trace Elements
- 2025 Vienna To Hollywood: Impressions Of E.W. Korngold & Max Steiner